# Casti-Wergenstein
Casti-Wergenstein (Reto-Romaans: Casti-Vargistagn) is een voormalige gemeente in het Zwitserse kanton Graubünden, en maakt deel uit van het district Hinterrhein.

## Geschiedenis
De gemeente werd in 1923 gevormd door de fusie van de toenmalige gemeenten Casti en Wergenstein. De gemeente fuseerde op 1 januari met Donat, Lohn und Mathon tot de gemeente Muntogna da Schons. 